# Era Uma Vez… o Espaço
Era Uma Vez... o Espaço (em francês:  Il était une fois… l'Espace) é uma série animada Francesa/Japonesa de 1982, dirigida por Albert Barillé.
A série foi animada no Japão pelo estúdio de animação Eiken, e é, portanto, considerado um anime por ter ido ao ar na TV Japonesa, embora até 1984, ficou com o título Ginga Patrol PJ (銀河パトロールPJ, Galaxy Patrol/Patrulha da Galáxia PJ).[carece de fontes?] Em contraste com o sucesso do show no Ocidente, a transmissão japonesa da série foi mudada para um espaço de tempo no início da manhã e atraiu pouca atenção.

## Enredo
Era Uma Vez... o Espaço é diferente do resto dos títulos Era Uma Vez  no sentido em que a série gira sobre um teor dramático em vez de uma premissa educacional. A série ainda tem um punhado de informações educacionais (tal como um episódio onde discute os anéis do planeta Saturno).
A série é seguida depois de Era uma vez... o homem. Ela reprisa quase toda a totalidade dos personagens da série anterior e adapta-os em um contexto de Ficção científica. Ela apresenta as aventuras de Peter (filho do coronel Pierre e a presidente Pierrette) e sua amiga Psi.
A história fala sobre o confronto de muitos grandes poderes galácticos. 
Entre eles há a Confederação Omega (do qual a Terra é um membro), a república militar de Cassiopeia (liderada pelo general O Peste) e um supercomputador poderoso que controla um exército de Robôs. Um grupo de criaturas super-poderosas chamadas Humanoides depois aparecem na série.

## Personagem
- Coronel Pierre ... Roger Carel
- Presidente Pierrette ... Annie Balestra
- Lieutenant/Capitão Peter ... Vincent Ropion
- Psi (Mercedes) ... Annie Balestra
- Cérebro positrônico cérebro do androide Métro ... Roger Carel
- Comandante Jumbo ... Alain Dorval
- Pequeno Largo
- Grande Computador
- Professor Maestro ... Roger Carel
- Século 20th Maestro
- General O Pest ... Alain Dorval
- O Anão ... Roger Carel

## Veículo espacial
O ilustrador francês Philippe Bouchet (também conhecido como Manchu) trabalhou em algumas das naves espaciais e definiu projetos.
Confederação Ômega:
- Pulga
- Beija-flor
- Aranha
- Libélula
- Cruzador Ômega
- Lançador Ômega
- Cosmopolita

Cassiopeia:
- Náutilo
- Murene
- Cruzador de batalha

Terra:
- Ursus

## Episódios
1. O Planeta Ómega
2. Os Sáurios
3. O Planeta Verde
4. O Sector de Andrómeda
5. Os Cro-Magnons
6. A Revolta dos Robôs
7. O Planeta Mythos
8. A Grande Viagem
9. Cassiopeia
10. O Planeta Despedaçado
11. Os Náufragos do Espaço
12. Os Gigantes
13. Os Incas
14. O Lar dos Dinossauros
15. Os Anéis de Saturno
16. A Ameaça Imparável
17. Terra
18. A Atlântida
19. O Estranho Regresso a Ómega
20. A Vingança dos Robôs
21. Os Humanoide
22. Um Mundo Hostil
23. A Cidade Voadora
24. O Grande Computador
25. Combate de Titãs
26. O Infinito do Espaço

## Transmissão Internacional
| Países               | Canais de Televisão                             |
| -------------------- | ----------------------------------------------- |
| França               | FR3 **                                          |
| Finlândia            | MTV3                                            |
| Austrália            | SBS                                             |
| Canadá               | CBC Television, Télévision de Radio-Canada **   |
| Itália               | RAI **                                          |
| Grécia               | Hellenic Broadcasting Corporation (ERT)         |
| Espanha              | Televisión Española (TVE) **                    |
| Países Baixos        | Katholieke Radio Omroep (KRO) **                |
| Suíça                | SSR (Francês)                                   |
| Bélgica              | RTBF, BRT                                       |
| Argentina            | Crustel S.A. */**                               |
| Japão                | Eiken Co. Ltd., também ao ar na Fuji TV */**    |
| Noruega              | NRK, Norsk Rikskringkasting                     |
| Alemanha Ocidental   | Westdeutscher Rundfunk (WDR), Südwestfunk (SWF) |
| Áustria              | Österreichischer Rundfunk (ORF)                 |
| Suécia               | SVT                                             |
| Portugal             | Rádio e Televisão de Portugal (RTP)             |
| República da Irlanda | Radio Telefis Éireann (RTÉ)                     |
| Islândia             | Sjónvarpið                                      |
| Reino Unido          | Channel 4                                       |
| Israel               | Logi                                            |
| Polônia              | Telewizja Polska (TVP), TV Puls                 |
| África do Sul        | SABC                                            |
| Taiwan               | Taiwan Television (TTV)                         |
| Hungria              | Minimax                                         |
| República Checa      | ČT1                                             |

* Empresa de produção
** Contribuição e co-produção

## DobragemPortuguesa
| Personagem                      | RTP                      | Planeta deAgostini |
| ------------------------------- | ------------------------ | ------------------ |
| Coronel Pedro                   | Virgílio Castelo         | Carlos Freixo      |
| Comandante Ruivo                | Orlando Costa            | Paulo Oom          |
| Mestre                          | Canto e Castro           | Carlos Freixo      |
| Pedrito                         |                          | Carlos Freixo      |
| Ruivito                         |                          | Paulo Oom          |
| Psi                             | Margarida Rosa Rodrigues | Luisa Salgueiro    |
| Metro                           | Teresa Madruga           | Carlos Freixo      |
| General Velhaco/General Tinhoso | José Gomes               | Paulo B.           |
| Nanico/Nabiça                   | António Feio             | Paulo Oom          |